# Koenzym A

Koenzym A

Koenzym A (CoA, CoASH, eller HSCoA), en bärarmolekyl, är en kemisk substans som inte är ett protein men som behövs för aktivering av några enzymer. Koenzym A förkortas oftast till -CoA eller i fritt tillstånd HS-CoA. Den är naturligt syntetiserad från pantotensyra eller vitamin B5, ett vitamin som finns naturligt i livsmedel såsom kött, grönsaker, baljväxter och mjölk. Koenzym A och dess derivat kan också produceras i kemiska processer.

## Metabolism
Koenzym A är en viktig kofaktor som spelar en central roll i metabolismen av karboxylsyror, korta och långa fettsyrekedjor. Den terminala sulfhydrylgruppen i CoA är det reaktiva stället. Acylgrupper är kopplade till koenzym A med en tioesterbindning. Det resulterande derivatet kallas acyl-CoA. CoA är en bärare av acetylgrupper, såsom ATP är en bärare av fosforylgrupper.

## Forskning
Under de senaste åren har alla gener som kodar för koenzym A:s biosyntetiska enzymer identifieras och på vägen har strukturen för flera proteiner också bestämts. Koenzym A sätts ihop i fem steg och monteringen av denna substans har identiska mellanprodukter för prokaryota och eukaryota. Men trots identiska likheter, har anmärkningsvärda sekvensskillnader mellan några av de prokaryoter och eukaryoter avslöjats genom komparativ genomik. Det forskas även om CoA med inblick på att den biosyntetiska vägen är ett mål för antibakteriell läkemedelsutveckling samt från oväntade associationer av mänskliga neurodegenerativa sjukdomar med mutationer i pantotenkinas. Syftet med denna granskning är att integrera tidigare kunskaper med de senaste resultaten inom genetik, enzymologi samt reglering av biosyntesen av CoA i bakterier, växter och däggdjur.

## Syntesen
Syntesen av koenzym A sker i 5 steg:
1. Syntesen av koenzym A hos djur börjar med fosforyleringen av pantoten. Pantotensyra krävs i dieten av djur, som syntetiseras av växter och mikroorganismer.
2. En peptidbindning bildas mellan karboxylgruppen hos 4’-fosforpantoten och aminogruppen i cystein.
3. Karboxylgruppen hos cysteins är förlorad, vilket leder till 4’-fosforpantetein.
4. AMP-delen av ATP överförs sedan till mellanformen defosforkoenzym A.
5. Genom fosforylering av dess 3’-hydroxylgrupp fås slutligen koenzym A.[3]

## Fettsyrasyntes
Koenzym A är en bärarmolekyl som underlättar oxidation. Koenzym A resulterar i produktionen av acetyl-koenzym A, en viktig kemisk substans som används för initiering av fettsyraproduktionen i den levande cellen. Utan denna väldigt essentiella process, kommer det inte finnas någon produktion av fettsyror, den föreningen som upprätthåller integriteten hos cellmembranet, den skyddande täckningen av alla levande celler.

## Mediciner och enzymernas funktionalitet
Koenzym A förbättrar funktionen av vissa proteiner, socker och mediciner. I mediciner används därför koenzym A för att förlänga ett läkemedels halveringstid, den som behövs för att förfalla eller inaktivera hälften av de aktiva ingredienserna i ett visst läkemedel, vilket leder till förlängning av den ideala effekten i kroppen. I celler orsakar koenzym A aktivering eller inaktivering av vissa kemiska förändringar, som enzymer.

## Energiproduktionen
Koenzym A, i form av acetyl-CoA, initierar Krebs-cykel (citronsyracykeln), en kemisk process i kroppen vilket resulterar i produktionen av koldioxid och adenosintrifosfat, också kallad ATP. ATP är en viktig, energirik förening som ger bränsle och energi som behövs för syntesen av t.ex. protein och deoxiribonukleinsyra, den genetiska koden som krävs för bland annat cellreplikationen i kroppen, DNA.

## Upptäckt
År 1945 upptäckte Fritz Albert Lipmann att en värmestabil kofaktor krävdes i många enzymkatalyserade acetyleringar. Denna kofaktor hette koenzym A, A står för acetylering. CoA isolerades och dess struktur bestämdes flera år senare. För denna upptäckt och forskning kring dess roll, mottog Fritz Lipmann nobelpriset i fysiologi eller medicin 1953.